# イズント・エニシング
『イズント・エニシング』（Isn't Anything）は、アイルランドのオルタナティヴ・ロック・バンド、マイ・ブラッディ・ヴァレンタインが、1988年に発表した初のフルレングス・スタジオ・アルバム。
2012年には音質が向上した紙ジャケット仕様のリマスターCDが発売された。

## 背景
クリエイション・レコーズ創設者のアラン・マッギーは1986年の時点でマイ・ブラッディ・ヴァレンタインと出会っているが、1988年にマイ・ブラッディ・ヴァレンタインが当時マッギーが在籍していたバンドビフ・バン・パウ!のサポート・アクトを務め、そこでマッギーがバンドのことを気に入ったことからクリエイションとの契約が決まった。そして、1988年8月には本作に先行してEP「You Made Me Realise」をクリエイションからリリースするが、同作の収録曲は本作とは重なっていない。
そして、11月には本作のリリースに至る。初回限定盤5000セットには、ケヴィン・シールズの作曲による「Instrumental A」と「Instrumental B」の2曲を収録した7インチ・シングルが付属していた。また、本作からのシングル「フィード・ミー・ウィズ・ユア・キス」には、アルバムには未収録の「I Believe」「Emptiness Inside」「I Need No Trust」がカップリング曲として収録された。

## 反響・評価
発表当時は全英アルバムチャート入りを果たせなかったが、2012年にリリースされたリマスターCDは、5月19日付の全英アルバムチャートで61位を記録。また、2012年リマスターCDは日本のオリコンチャートで29位に達した。
音楽評論家のHeather Pharesはオールミュージックにおいて「それまでのグループのサウンドの中でも特に、透明で広がりのある明瞭な表現となっただけでなく、事実上シューゲイジングのシーンを創造し、多数のフォロワーを生み出した」と評している。
ピッチフォーク・メディアのスタッフが2002年に選出した「1980年代のトップ100アルバム」では22位にランク・イン。また、Slant Magazineのスタッフが2012年に選出した「1980年代のベスト・アルバム100」では92位にランク・インした。オーストラリアのウェブサイトSounds Better With Reverbが2013年に選出した「100 Greatest Shoegaze Albums」では13位。

## 収録曲
特記なき楽曲は作詞・作曲：ケヴィン・シールズ。
1. ソフト・アズ・スノウ（バット・ウォーム・インサイド） - "Soft as Snow (But Warm Inside)" - 2:21
  - 作詞：ケヴィン・シールズ、コルム・オコーサク／作曲：ケヴィン・シールズ
2. ルース・マイ・ブレス - "Lose My Breath" - 3:37
  - 作詞：ビリンダ・ブッチャー／作曲：ケヴィン・シールズ
3. キューピッド・カム - "Cupid Come" - 4:29
  - 作詞：ビリンダ・ブッチャー／作曲：ケヴィン・シールズ
4. ユー・アー・スティル・イン・ア・ドリーム - "(When You Wake) You're Still in a Dream" - 3:18
  - 作詞：コルム・オコーサク／作曲：ケヴィン・シールズ
5. ノー・モア・ソーリー - "No More Sorry" - 2:47
  - 作詞：ビリンダ・ブッチャー／作曲：ケヴィン・シールズ
6. オール・アイ・ニード - "All I Need" - 3:05
7. フィード・ミー・ウィズ・ユア・キス - "Feed Me with Your Kiss" - 3:54
8. スー・イズ・ファイン - "Sue Is Fine" - 2:12
  - 作詞：ケヴィン・シールズ／作曲：ケヴィン・シールズ、コルム・オコーサク
9. セヴェラル・ガールズ・ギャロアー - "Several Girls Galore" - 2:20
  - 作詞：ビリンダ・ブッチャー／作曲：ケヴィン・シールズ
10. ユー・ネヴァー・シュッド - "You Never Should" - 3:22
11. ナッシング・マッチ・トゥ・ルーズ - "Nothing Much to Lose" - 3:17
12. アイ・キャン・シー・イット（バット・アイ・キャント・フィール・イット） - "I Can See It (But I Can't Feel It)" - 3:13

## 参加ミュージシャン
- ケヴィン・シールズ - ボーカル、ギター
- ビリンダ・ブッチャー - ボーカル、ギター
- デビー・グッギ - ベース
- コルム・オコーサク - ドラムス